# پیستوسور
پیستوسور(نام علمی: Pistosaurus) نام یک سرده از بالاخانواده کاذب‌خزنده‌سانان است.